# Clastoptera funesta
Clastoptera funesta är en insektsart som beskrevs av Carl Stål 1854. Clastoptera funesta ingår i släktet Clastoptera och familjen Clastopteridae. Inga underarter finns listade i Catalogue of Life.